# Rennellia amoena
Rennellia amoena là một loài thực vật có hoa trong họ Thiến thảo. Loài này được (Bremek.) J.T.Johanss. miêu tả khoa học đầu tiên năm 1989.